# One Love, One Rhythm - The 2014 FIFA World Cup Official Album
One Love, One Rhythm - The 2014 FIFA World Cup Official Album è una compilation distribuita l'8 maggio 2014 da Sony Music Entertainment. Contiene tutte le canzoni scritte e selezionate per la Coppa del Mondo in Brasile.